# Лебедине озеро (Єреван)
Лебедине озеро (вірм. Կարապի լիճ) — декоративна водойма в центрі Єревана, біля площі Свободи.
Площа озера становить 2490 квадратних метрів.
Місце народних гулянь, проведення розважальних заходів.
У зимовий час частина озера використовується як ковзанка.

## Історія
Облаштоване в 1963 році, за проектом архітектора Геворга Мушегяна у процесі реконструкції площі на місці старої житлової забудови. При цьому був збережений природний рельєф, на березі було посаджено кілька плакучих верб, влаштовані набережна і декоративне освітлення. Назву отримало на честь однойменного балету П. І. Чайковського. Через близькість до Театру опери та балету, форма озера нагадує озеро Севан.
В радянські часи в озері жили чорні та білі лебеді. Вони зникли на початку 1990-х років.

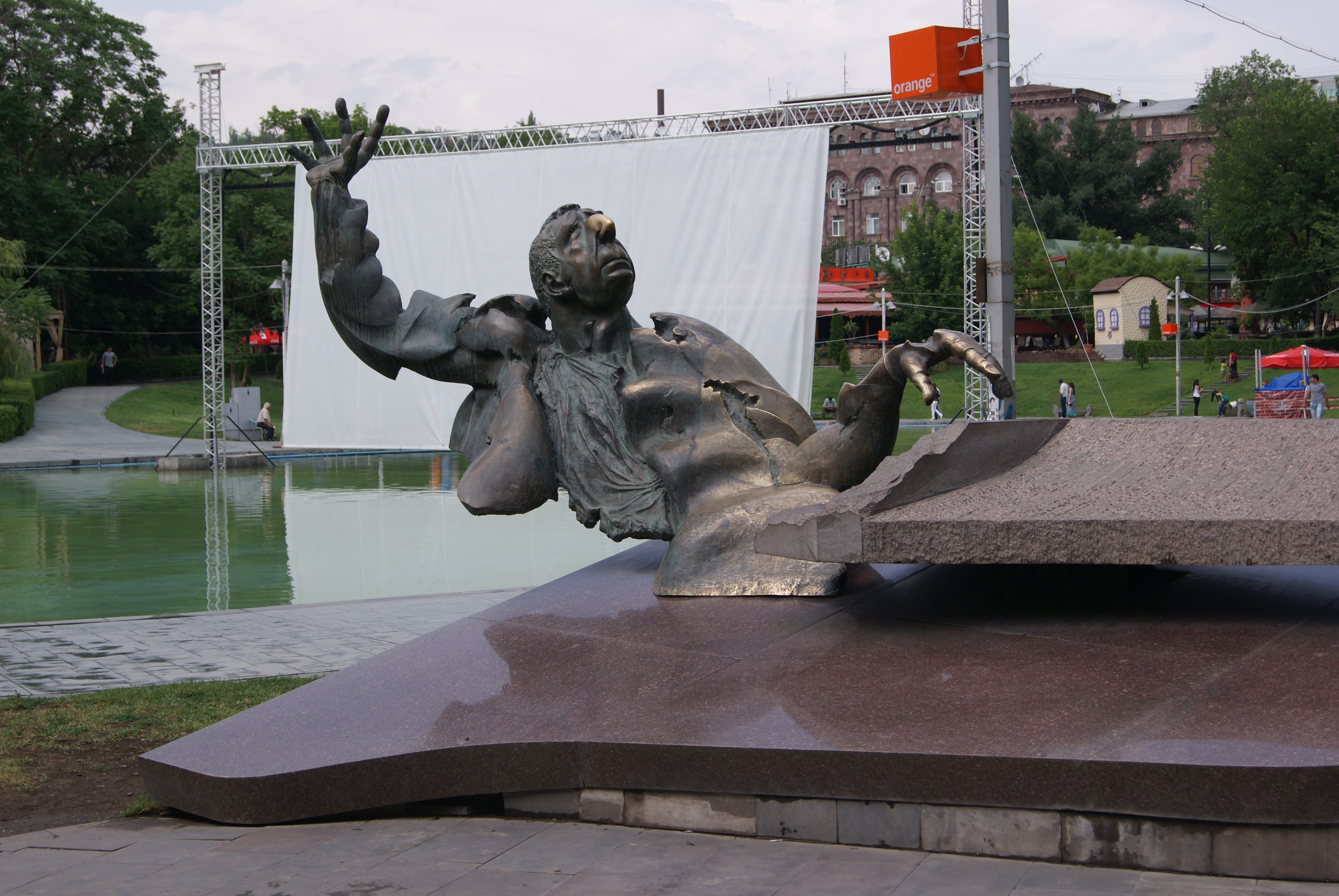
Пам'ятник Арно Бабаджаняном

У 2003 році на березі озера встановлений оригінальний пам'ятник композитору Арно Бабаджаняну.
У 2009 році мер Єревана дав доручення Єреванському зоопарку відновити проживання лебедів на озері.

## Фільмографія
«Єреванські ескізи» (1968)
«Єреванські мрійники» (1983)